# Massif des Arves

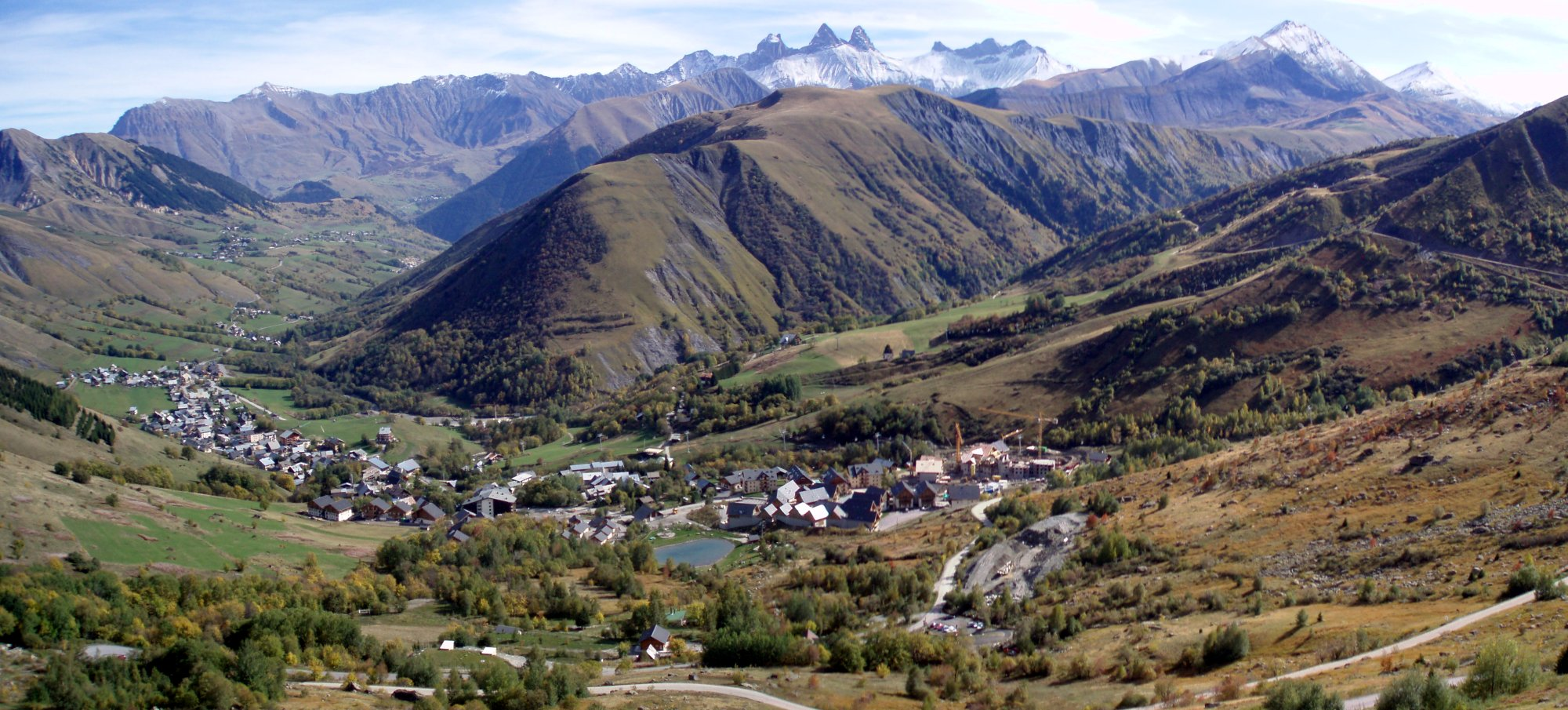
Vue sur la station de Saint-Sorlin-d'Arves avec les aiguilles d'Arves en arrière-plan

Le massif des Arves est un massif des Alpes françaises situé sur les départements de la Savoie, de l'Isère et des Hautes-Alpes. L'Oisans couvre une partie du massif.
Les deux principaux sommets abritent encore des petits glaciers.

## Géographie

### Situation
Bien que souvent incorporé dans le massif des Grandes Rousses, il se distingue de celui-ci par le sillon formé par les rivières Arvan et Ferrand, à l'ouest.
Au sud, séparé par la Romanche, se trouve le massif des Écrins, à l'est le massif des Cerces, au nord-est la vallée de l'Arc (Maurienne) et le massif de la Vanoise et enfin au nord-ouest la chaîne de Belledonne.
Le massif est profondément entaillé par la rivière Arvan au niveau de la commune d'Albiez-Montrond, qui coule du sud vers le nord, pour se jeter dans l'Arc à hauteur de Saint-Jean-de-Maurienne.

### Principaux sommets
- les aiguilles d'Arves, point culminant, 3 514 m
- l'aiguille du Goléon, 3 427 m
- les aiguilles de la Saussaz, 3 361 m
- le bec de Grenier, 3 298 m
- l'aiguille d'Argentière, 3 237 m
- l'aiguille de l'Épaisseur, 3 230 m
- la pointe Salvador, 3 202 m
- le pic des Trois Évêchés, 3 116 m
- la pointe des Lauzettes, 3 053 m
- la pointe de Pierre Fendue, 3 037 m
- le pic du Mas de la Grave, 3 020 m
- la cime des Torches (ou le Grand Agnelin), 2 958 m
- le pic Blanc du Galibier, 2 955 m
- les pics de la Buffe d'en Haut, 2 933 m
- la Grande Chible, 2 931 m
- le Gros Grenier, 2 911 m
- la roche Courbe, 2 905 m
- la roche du Bonhomme, 2 891 m
- le mont Pellard, 2 882 m
- la cime de la Recoude (ou Redoute), 2 882 m
- la tête des Travers, 2 869 m
- la pointe des Ratissières, 2 865 m
- le Petit Galibier Ouest, 2 826 m
- la tête des Masses, 2 812 m
- la pointe d'Émy, 2 797 m
- le Petit Agnelin, 2 717 m
- le Crey Rond, 2 667 m
- le mont Falcon, 2 625 m
- le Gros Têt ou cime du Rachas, 2 613 m
- la pointe des Chaudannes, 2 519 m
- la tête d'Albiez le Vieux, 2 470 m
- la Casse Massion, 2 433 m
- l'Ouillon, 2 431 m
- la Haute Paré, 2 373 m
- la pierre du Turc, 2 305 m
- la pointe du Corbier, 2 265 m
- la tête Bellard, 2 225 m
- le Grand Truc, 2 209 m
- le mont Charvin, 2 207 m
- la pointe du Châtel, 2 202 m

## Géologie

Vue du massif des Arves (moitié droite) depuis Valloire.

## Activités

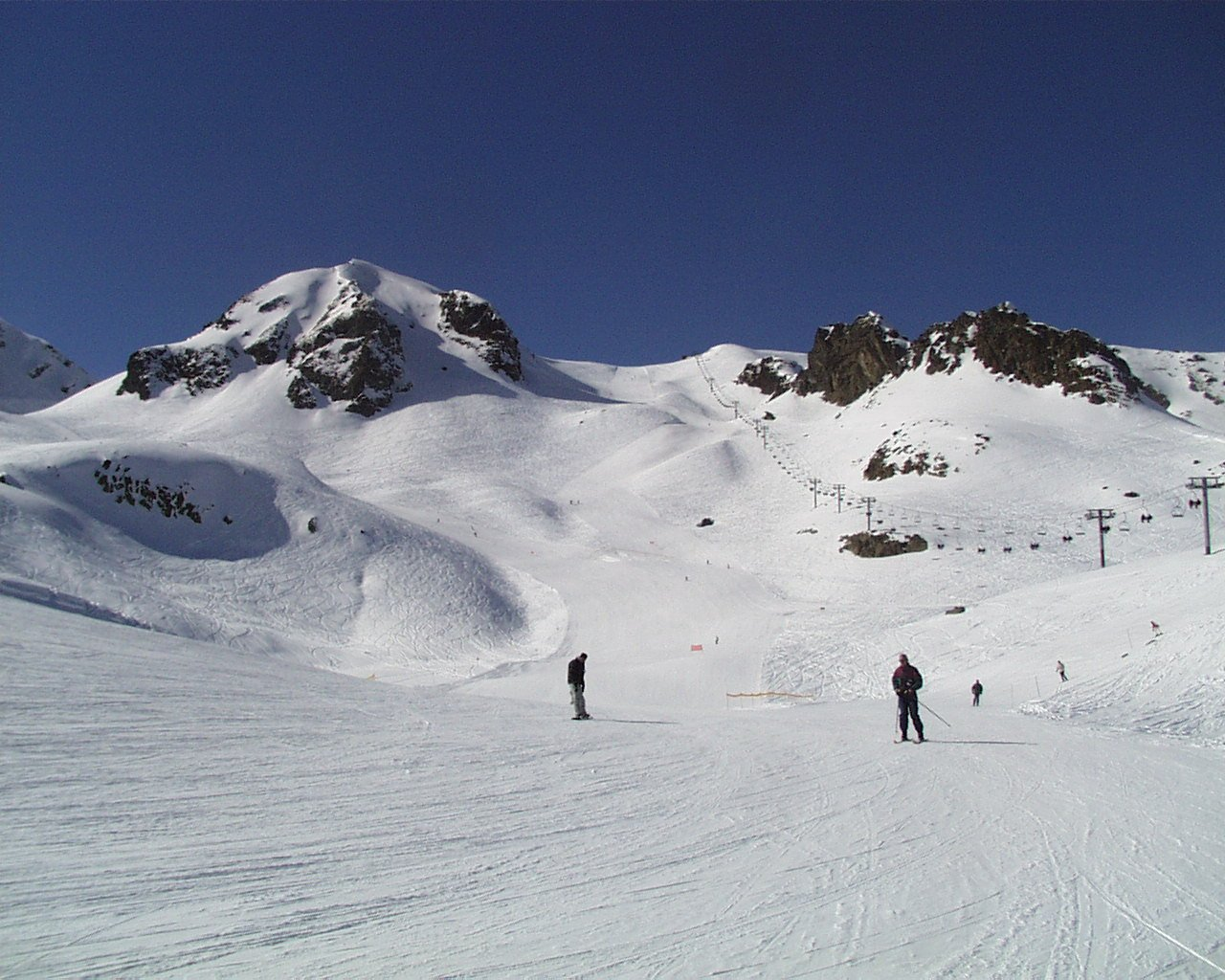
Vue sur les sommets des Perrons (2620 m), point culminant du domaine skiable des Sybelles, prise depuis le domaine de Saint-Sorlin-d'Arves

Toutes sortes d'activités sportives et de loisirs sont proposées dans les différents villages du massif, été comme hiver, ainsi que de nombreuses installations (patinoire, télésiège, parcours aventure, etc.).

### Stations de sports d'hiver
- les Sybelles (la Toussuire, le Corbier, Saint-Jean-d'Arves, Saint-Sorlin-d'Arves, Saint-Colomban-des-Villards, les Bottières)
- Valloire
- la Grave
- les Karellis
- Albiez-Montrond